# Vilarinho da Castanheira
Vilarinho da Castanheira é uma povoação portuguesa sede da Freguesia de Vilarinho da Castanheira do Município de Carrazeda de Ansiães, freguesia com 28,26 km² de área e 362 habitantes (censo de 2021), tendo, por isso, uma densidade populacional de 12,8 hab./km².

## História
Foi vila e sede de concelho entre 1218 e 1853. Este era constituído pelas freguesias de Carvalho de Egas, Castedo de Vilariça, Lousa, Mourão, Pinhal do Douro, Seixo de Manhoses, Vale de Torno e Vilarinho da Castanheira. Tinha, em 1801, 3008 habitantes e, em 1849, 3748. 
Classificada na lista de Aldeias de Portugal 

## Demografia
Nota: Nos anos de 1911 a 1930 tinha anexada a freguesia de Pinhal do Douro que, pelo decreto-lei nº 27.424, de 31/12/1936, passou a fazer parte integrante desta freguesia.
A população registada nos censos foi:
| Distribuição da População por Grupos Etários | Distribuição da População por Grupos Etários | Distribuição da População por Grupos Etários | Distribuição da População por Grupos Etários | Distribuição da População por Grupos Etários |
| -------------------------------------------- | -------------------------------------------- | -------------------------------------------- | -------------------------------------------- | -------------------------------------------- |
| Ano                                          | 0-14 Anos                                    | 15-24 Anos                                   | 25-64 Anos                                   | > 65 Anos                                    |
| 2001                                         | 85                                           | 92                                           | 392                                          | 203                                          |
| 2011                                         | 28                                           | 34                                           | 191                                          | 162                                          |
| 2021                                         | 15                                           | 22                                           | 163                                          | 162                                          |

## Património
- Antas de Vilarinho ou Antas de Pala da Moura
- Pelourinho de Vilarinho da Castanheira

## Cultura
- Museu da Memória Rural em Vilarinho da Castanheira - integra uma exposição relativa à profissão tradicional de Pastor e Queijeira[5].